# Bandolera (sèrie de televisió)
Bandolera és una sèrie de televisió espanyola ambientada en l'Andalusia del segle xix. Està produïda per Diagonal TV per a Antena 3. Es va estrenar el dilluns 10 de gener a les 22:00 hores per Antena 3 i a partir del dimarts ocupa la franja de la tarda, emetent-se a les 16:00.

## Argument
La sèrie es basa en els esdeveniments ocorreguts a la localitat d'Arazana de l'Andalusia de la segona meitat del segle XIX: els bandolers, el naixement de la Guàrdia Civil (la seva fundació en 1844) i l'aparició dels ideals anarquistes entre els oprimits camperols. Amb tots aquests ingredients, "Bandolera" intenta oferir un retrat del dia a dia de 1882.
L'eix vertebral de "Bandolera" és una poderosa història d'amor impossible: la del Tinent Miguel Romero, Sara i Roberto (el líder dels jornalers del poble). Al seu voltant, es van desenvolupant les històries de la familias rica del poble (els Montoro), en contrast amb la pobre, els Pérez.
Els personatges que viuen en el poble dibuixen un marc d'aquesta sèrie. Les seves vivències diàries, personals i quotidianes posaran un punt d'acidesa a les històries d'amos, de caciquisme i de rebel·lió. I al fons de tots ells, una partida de bandolers disposats a lluitar per la seva supervivència de la manera que millor saben, assaltant a aquells que es creuen en els seus camins.

## Personatges
- Sara Reeves (Marta Hazas)
- Juan Caballero (Manuel Bandera)
- Gaspar, El chato (Alfonso Begara)
- Morales (Tomás del Estal)
- El Pare Damián (Joaquín Hinojosa)
- Rafalín (Fernando Vaquero)
- Jairo Flores Oria (Àlex Martínez)
- Pilar (Eloísa Marcos)
- Clara Campos (Teresa Hurtado de Ory)
- Pablo Garmendia (Elio González)
- Antoñete, el "Lucero de Linares" (Manuel Diosdado)
- Héctor Ibáñez (Jorge Monje)
- Sofía Serrano/López (María Cotiello)
- Raúl Delgado (Javier Rey)
- Lorenzo Bocanegra (Jesús Noguero)
- Andrés Soriano (Guillermo Barrientos)
- María Ortega (Alicia Sanz)
- Julio Serrano (José Sospedra)
- Alfonso Figueroa (Joaquín Kremel)
- Carlota Caparrós (Yolanda Aristegui)
- Tomás Pérez (†) (Aníbal Soto)
- Antonio Carranza Osorio (†) (Juan Gea)
- Martina Castro (†) (Laura Ramos)
- Don Germán Montoro (Pep Munné)
- Carmen Saura (Pastora Vega)
- Juanito Pérez Saura (Adrián Salzedo)
- Miguel Romero (†) (Carles Francino)
- Cosme Saura (†) (Manuel Galiana)
- Eugenia Montoro (†) (Sara Rivero)
- Flor Sánchez (†) (Ruth Gabriel)
- Julieta Jiménez (Marta Guerras)
- Tobías Moreno (†) (Joaquín Notario)
- Roberto Pérez Saura / Roberto Montoro (Isak Ferriz)
- Fernando del Caz Velasco (†) (Oriol Tarrasón)
- Mario Suárez (Robert González)
- Inés Flores Oria (Laia Costa)
- Aníbal Ruiz (†) (Jorge Suquet)
- María Rodríguez/Teresa Montoro (†) (Ana Turpin)
- Álvaro Montoro (Iván Hermes)
- Leonor Velasco (†) (Lola Casamayor)
- Adolfo Castillo (†) (Álvaro Morte)
- Lupe (Xenia Tostado)
- Pepe Jiménez (Juanjo Cucalón)
- Eva Hernández (†) (Cristina Urgel)
- Marcial Buendía, el Galeno (Marcial Álvarez)
- Adela Oria (Lola Marceli)
- Jesús Olmedo Acosta (†) (Eugenio Barona)
- Emilio Roca (†) (Carlos García)
- Jimena García (†) (Ariana Martínez)
- Elisa de Vega (Belén Cuesta)
- Alejandro de la Serna (Tamar Novas)
- Jesús Ridruejo (†) (Nico Romero)
- Beatriz Ibáñez (Roser Tapias)
- Eusebio Garmendia (†) (Jesús Ruyman)
- Alberto Ferrer (†) (Sergio Otegui)